# Trigonospila vittigera
Trigonospila vittigera là một loài ruồi trong họ Tachinidae.